# Pupil
Pupil er navnet på det runde hul i øjets regnbuehinde.
Pupillen vil normalt trække sig sammen i stærkt lys og udvide sig i mørke.
Blænden på et kamera har samme funktion som øjets pupil.
Pupillerne kan udvide sig af flere årsager, som blandt andet inkluderer:
- Hvis personen er på narkotika
- Hvis øjnene udsættes for svagt eller stærkt lys
- Hvis personen ser noget, han/hun kan lide (både dyr, personer og ting)
- Hvis personen bevidst forsøger at udvide eller trække dem sammen